# Louis VI. Henri Joseph de Bourbon, prince de Condé

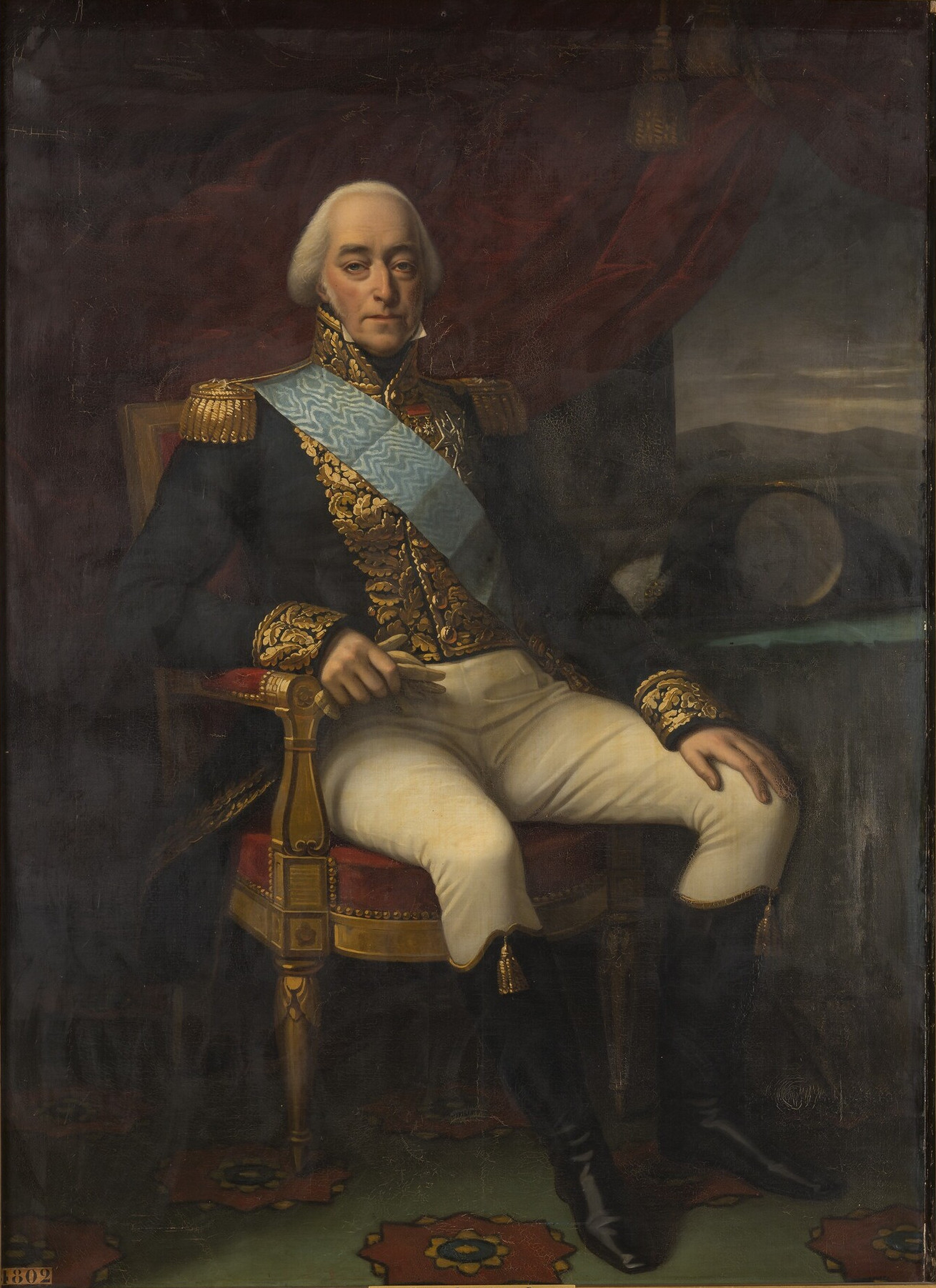
Ludwig VI. Heinrich Joseph, Herzog von Bourbon

Ludwig VI. Heinrich Joseph, Herzog von Bourbon, 9. „Prince de Condé“ (* 13. April 1756 in Paris; † 27. August 1830 in Saint-Leu-la-Forêt bei Paris), war ein Mitglied der französischen Königsfamilie aus dem Haus Bourbon und der letzte Herzog von Bourbon.

## Leben

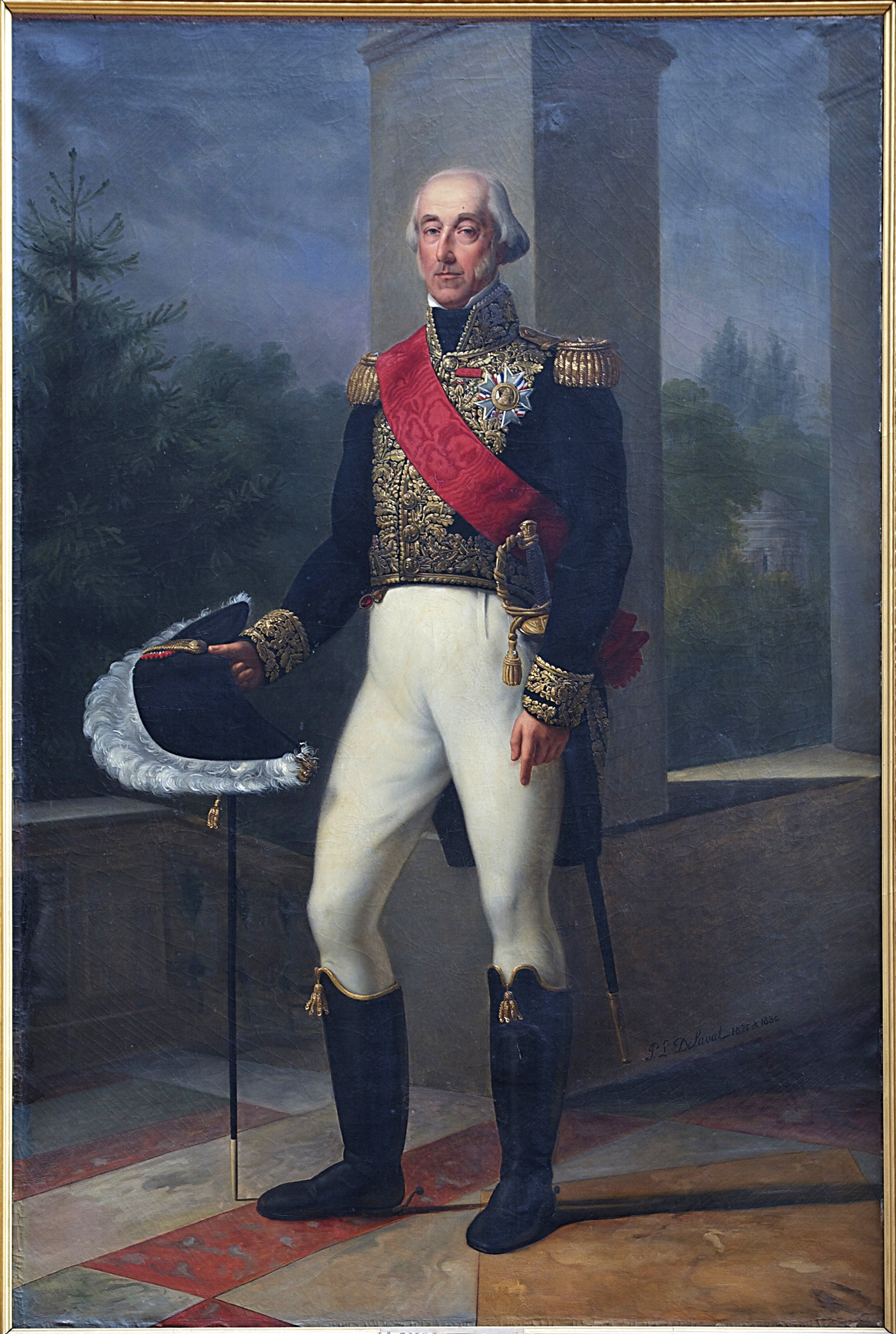
1830, bei Pierre-Louis Delaval, Musée Condé von Chantilly

Ludwig war der einzige Sohn von Ludwig V. Joseph, Prince de Condé, und dessen erster Frau Prinzessin Charlotte de Rohan, „Mademoiselle de Soubise“. Er vermählte sich am 24. April 1770 in Versailles mit Prinzessin Bathilde, Tochter des Herzogs Ludwig Philipp I. von Orléans, von der er sich aber 1780 wieder trennte.
Er emigrierte mit seinem Vater und seinem Sohn 1789 bei Ausbruch der Französischen Revolution. Seit 1795 lebte er in England und bereitete dort mit dem Grafen von Artois dessen erfolglosen Einfall in die Vendée vor. Sein Sohn Louis Antoine Henri de Bourbon-Condé, duc d’Enghien, wurde 1804 nach Frankreich entführt und nach einem Schauprozess auf Veranlassung des Konsuls Napoleon Bonaparte exekutiert.
Ludwig Heinrich Joseph kehrte nach der Niederlage Napoleons 1814 in Begleitung seiner Geliebten, der Engländerin Sophie Dawes, nach Frankreich zurück. Als im Frühjahr 1815 Napoleon von Elba entkam, wurde Ludwig zum militärischen Oberbefehlshaber der westlichen Departements ernannt, musste jedoch bei Nantes kapitulieren.  Nach der Restauration von 1815 lebte er zunächst auf seinem Schloss Chantilly. Die Maitresse des Prinzen, Sophie Dawes, wurde später Frau seines Adjutanten Baron Feuchères. Da er ohne Erben war, nahm er beim Tod des Vaters 1818 den Titel Prince de Condé nicht mehr offiziell an.
Seit der Julirevolution von 1830 war er angeblich depressiv. Man fand ihn erhängt im Schlafzimmer seines Schlosses in Saint-Leu. Erben waren neben seiner aktuellen Geliebten die Opernsängerin Marguerite Michelot, das Haus Orléans und hier vor allem Herzog Henri d’Orléans, duc d’Aumale, der fünfte Sohn des Bürgerkönigs Ludwig Philipp I. von Frankreich. Da er ohne einen weiteren Erben zu hinterlassen starb, erlosch das Haus Bourbon-Condé im Mannesstamm, der Herzog von Aumale führte den Titel eines Fürsten Condé bis 1866.
Obwohl die Ärzte Selbstmord attestierten, beschuldigten das Haus Rohan und Teile der Öffentlichkeit König Louis Philippe der Erbschleicherei und die Baronin Feuchères des Mordes.

## Nachkommen
Einziges Kind aus seiner Ehe mit Prinzessin Bathilde von Orléans war:
- Louis Antoine Henri de Bourbon-Condé, duc d’Enghien (* 1772; † 1804)

Aus der Verbindung mit Marguerite Michelot hatte er die außerehelich geborenen Töchter:
- Adelaide (* 1780; † 1874)
⚭ 1. 1803 Patrice Bernard de Montessus, Comte de Rully († 1831)
 ⚭ 2. 1833 Guy de Chaumont, Comte de Quitry († 1851)
- Louise (* 1782; † nach 1795)